# ژوزه تکشارا
ژوزه تکشارا (پرتغالی: Josué Teixeira؛ زادهٔ ۲۵ اوت ۱۹۶۰) یک مربی فوتبال اهل برزیل است.